# Schwefelhütte
Eine Schwefelhütte war eine bergmännische Einrichtung, in welcher Schwefel aus Schwefelkiesen oder Erzen getrieben wurde, sie war Teil eines Schwefelwerkes, wo Schwefel bereitet wurde.

## Beispiel
Bei Alexisbad im Harz befand sich eine Schwefelhütte unweit der Selke oberhalb des Mundlochs des Schwefel- oder Davidsstollens. Ihre Entstehung wird zu Beginn des 16. Jahrhunderts vermutet. Die Hütte wurde zur Schwefel- und Vitriolherstellung genutzt. 1570 wurde der zum Erliegen gekommene Betrieb wieder aufgenommen. Noch 1590 war die Schwefelhütte in Betrieb, doch 1608 war sie bereits ganz verfallen und wüst.